# Martin Statius
Martin Statius (* 1589 in Naugard in Hinterpommern; † 12. März 1655 in Danzig) war ein deutscher evangelischer Theologe.

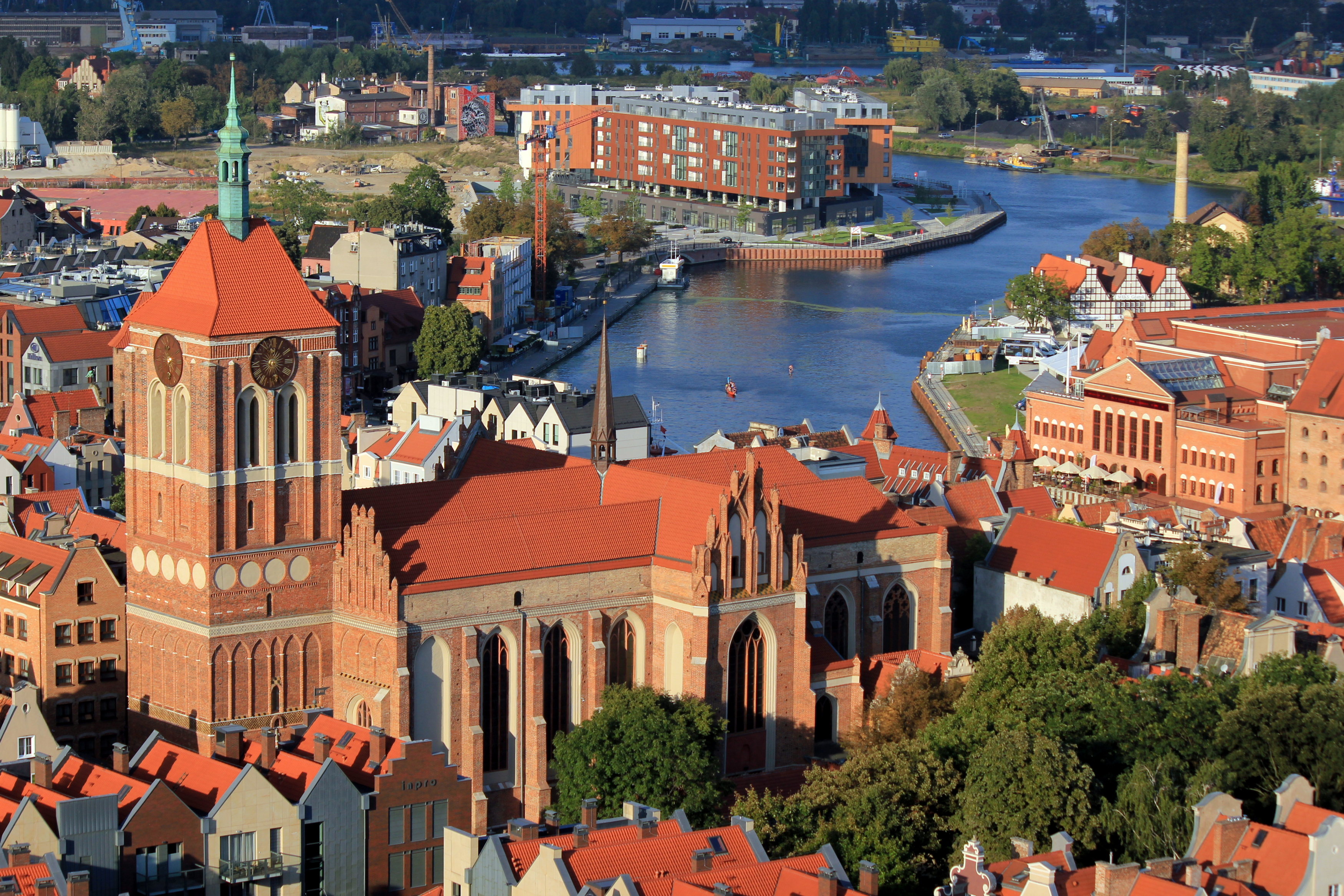
Die Danziger Johanneskirche

Statius wurde 1617 Diakon an der Johanneskirche zu Danzig, trat 1653 in den Ruhestand und starb im Alter von 66 Jahren.
Statius verfasste zahlreiche eigene theologische Schriften, wurde aber vor allem durch Sammlungen bekannt. 1626 legte er eine Zusammenstellung von Zitaten Martin Luthers vor (Lutherus redivivus. Das ist: Lutheri Christenthumb : Darinn der wahre lebendige Glaube/ sein Ursprung/ Natur/ Krafft und Wirckung/ der waren Christen Majestät/ Herrligkeit/ Heiligkeit und Vereinigung mit Christo/ wie auch ihr ungeferbte Liebe/ und Christlichs leben/ mit Lutheri gantz herrlichen und geistreichen worten für augen gestellet wird), in der er die Übereinstimmung Luthers mit Johann Arndts mystischer Auffassung von einer Vereinigung des Gläubigen mit Christus und der Forderung nach einem im heiligen Leben wirksamen Glauben nachweisen wollte. Sie wurde bis ins 19. Jahrhundert nachgedruckt (1761 auch in dänischer Übersetzung) und beeinflusste August Hermann Franckes Lutherverständnis. 1636 veranstaltete er unter dem Titel Geistliche Schatzkammer der Gläubigen eine umfassende Sammlung der Traktate des Salzwedeler Pfarrers Stephan Praetorius, die bis ins 19. Jahrhundert vielfach nachgedruckt wurde und großen Einfluss hatte, aber auch immer wieder Angriffe lutherisch-orthodoxer Theologen (z. B. Abraham Calov, Konrad Tiburtius Rango) auf sich zog. Schon 1636 und nochmals 1643 hatte Statius sich vor dem Geistlichen Ministerium Danzigs zu rechtfertigen.